# Liste der Baudenkmale in Tarmstedt
In der Liste der Baudenkmale in Tarmstedt sind alle Baudenkmale der niedersächsischen Gemeinde Tarmstedt aufgelistet. Die Quelle der Baudenkmale ist der Denkmalatlas Niedersachsen. Der Stand der Liste ist der 7. November 2020.

## Allgemein
In den Spalten befinden sich folgende Informationen:
- Lage: die Adresse des Baudenkmales und die geographischen Koordinaten. Kartenansicht, um Koordinaten zu setzen. In der Kartenansicht sind Baudenkmale ohne Koordinaten mit einem roten Marker dargestellt und können in der Karte gesetzt werden. Baudenkmale ohne Bild sind mit einem blauen Marker gekennzeichnet, Baudenkmale mit Bild mit einem grünen Marker.
- Bezeichnung: Bezeichnung des Baudenkmales
- Beschreibung: die Beschreibung des Baudenkmales. Unter § 3 Abs. 2 NDSchG werden Einzeldenkmale und unter § 3 Abs. 3 NDSchG Gruppen baulicher Anlagen und deren Bestandteile ausgewiesen.
- ID: die Objekt-ID des Baudenkmales
- Bild: ein Bild des Baudenkmales, ggf. zusätzlich mit einem Link zu weiteren Fotos des Baudenkmals im Medienarchiv Wikimedia Commons. Wenn man auf das Kamerasymbol klickt, können Fotos zu Baudenkmalen aus dieser Liste hochgeladen werden:

## Tarmstedt

### Einzelbaudenkmale
| Lage                                            | Bezeichnung    | Beschreibung | ID       | Bild           |
| ----------------------------------------------- | -------------- | --- | -------- | -------------- |
| Hauptstraße 10 53° 13′ 38″ N, 9° 4′ 53″ O       | Kirche         | Die Salemskirche aus Backstein wurde von 1892 bis 1893 unter einem Satteldach und mit einem Westturm errichtet. Die Kirche wurde von 1966 bis 1968 erweitert.                                                 | 31031706 | Weitere Bilder |
| An der Mühle 4 53° 13′ 29″ N, 9° 5′ 8″ O        | Mühle          | 1878 wurde die Windmühle als Galerieholländer auf einem achteckigen Grundriss errichtet. Das Windwerk fehlt.                                                                                                  | 31031639 | BW             |
| Bremer Landstraße 18 53° 13′ 16″ N, 9° 4′ 9″ O  | Speicher       | Der zweigeschossige (und östliche der beiden) Fachwerkspeicher mit drei vorkragenden Giebeln unter einem Satteldach wurde 1754 errichtet und 1974 hierher aus Otersen transloziert.                           | 31031685 | BW             |
| Bremer Landstraße 18 53° 13′ 16″ N, 9° 4′ 9″ O  | Speicher       | Der 1639 errichtete eingeschossige Fachwerkspeicher unter einem Satteldach wurde 1976 aus Varste hierher transloziert und mit dem anderen Speicher über einen historischen Dielentorsturz von 1769 verbunden. | 31031664 | BW             |
| Rothensteiner Straße 53° 13′ 37″ N, 9° 4′ 43″ O | Kriegerdenkmal | 1920 wurde die dreieckige Sandsteinstele mit Relief und Inschriften für die Gefallenen des Ersten Weltkriegs errichtet.                                                                                       | 31031744 | BW             |

### Ehemalige Baudenkmale
| Lage                                     | Bezeichnung | Beschreibung | ID       | Bild |
| ---------------------------------------- | ----------- | --- | -------- | ---- |
| Hauptstraße 4 53° 13′ 38″ N, 9° 4′ 53″ O | Wohnhaus    | Das eingeschossige massive Gebäude (sog. „Doktorhaus“) wurde 1921 unter einem Mansarddach errichtet und 1937 umgebaut. Wegen der Veränderungen wurde das Gebäude ab 2021 nicht mehr im Denkmalverzeichnis geführt. | 49692402 | BW   |